# 사무라이 픽션
《사무라이 픽션》(일본어: SF サムライ・フィクション, 영어: SF: Episode One - Samurai Fiction)은 일본에서 제작된 나카노 히로유키 감독의 1998년 코미디 영화이다. 호테이 토모야스 등이 주연으로 출연하였고 에자키 타카아키 등이 제작에 참여하였다.

## 출연

### 주연
- 호테이 토모야스
- 오가와 타마키

### 조연
- 나이토 타케토시
- 후지이 후미야
- 타니 케이
- 칸베 히로시
- 오사와 켄
- 후지 나오유키
- 유키 료이치
- 모노우 아키코
- 나츠키 마리

## 기타
- 프로듀서: 타카하시 노리유키
- 조명: 시이하라 카즈타카
- 조감독: 후지타 야스유키
- 음향: 호시 이치로
- 미술: 모치즈키 마스테루
- 미술: 후지타 바쿠
- 무술감독: 타카쿠라 에이지
- 무술감독: 야마다 케이지
- 배역: 아카바 미키
- 배역: 미야시타 히로시

## 한국판 성우진(MBC)
- 김영선 - 헤이지로 (후키코시 미츠루)
- 안지환 - 가자마쓰리 (호테이 토모야스)
- 권혁수 - 미조구치 (가자마 모리오)
- 김기현 - 간젠 (나이토 다케토시)
- 김태훈 - 가게마루 (타니 케이)
- 박영희 - 여두목
- 박소라 - 고하루 (오가와 타마키)
- 이상훈 - 송골매
- 표영재 - 구로자와 (오사와 켄)
- 최한 - 스즈키 (후지 나오유키)
- 방성준 - 무로토 (이와마츠 료)
- 김두희 - 상어
- 양준건 - 돌쇠
- 류승곤 - 구로이와
- 한경화 - 유키에